# Nieuwkeynesiaanse economie
De nieuwkeynesiaanse economie is een school van denken binnen de hedendaagse macro-economie, die er naar streeft om te voorzien in de micro-economische grondslagen van de keynesiaanse economie. De nieuwkeynesiaanse economie werd deels ontwikkeld als reactie op de kritiek op de keynesiaanse macro-economie door aanhangers van de nieuw-klassieke macro-economie.
De nieuwkeynesianen zijn vooral in de VS te vinden; Nobelprijswinnaar Joseph Stiglitz geldt als een belangrijke vergenwoordiger. In Europa ontwikkelde zich tegelijkertijd een postkeynesiaanse school, die een meer institutionele kijk op economische verschijnselen heeft.